# پارک راکسبرگ، ویکتوریا
پارک راکسبرگ (به انگلیسی: Roxburgh Park) یک منطقهٔ مسکونی در استرالیا است که در ویکتوریا (استرالیا) واقع شده‌است.